# Megaselia nudipleura
Megaselia nudipleura är en tvåvingeart som först beskrevs av Rudolf Beyer 1958.  Megaselia nudipleura ingår i släktet Megaselia, och familjen puckelflugor. Arten har ej påträffats i Sverige.